# Valdemarsdag i Kolding
|  | Denne artikel er oprettet af botten Steenthbot ud fra en ekstern database. Den kan derfor have sproglige fejl eller mangler. Denne skabelon kan fjernes efter kontrol af indholdet. |

Valdemarsdag i Kolding er en dansk dokumentarisk optagelse fra 1913.

## Handling
Optagelser fra Valdemarsdagen den 15. juni i Kolding, formentlig i 1913. Optagelser fra Jernbanegade samt fra Koldinghus.